# Laurent Guétard
Pas d'image ? Cliquez ici

a Compétitions nationales et continentales officielles uniquement.

Laurent Guétard, né le 24 mars 1972, est un joueur français de rugby à XV qui évolue au poste de demi d'ouverture.

## Biographie
Laurent Guétard découvre le rugby en élite avec le RC Nîmes de 1991 à 1996 puis il part pour le Stade français de 1996 à 1999 avant d'aller RC Toulon de 1999 à 2001 et de terminer sa carrière au Métro Racing entre 2001 et 2004.
Il devient président du Tarbes PR de 2009 à 2011.

## Palmarès
Avec le Stade français :
- Championnat de France de première division :
  - Champion (1) : 1998
- Challenge Yves du Manoir :
  - Vainqueur (1) : 1999
  - Finaliste (1) : 1998

Avec le RC Toulon :
- Championnat de France de Pro D2 :
  - Vice-champion (1) : 2001